# Записки на един луд
„Записки на един луд“ е повест на руския писател Николай Гогол, издадена през 1835 година в сборника „Арабески“ и част от цикъла „Петербургски повести“.

## Литературен анализ
Тя е фокусирана върху конфликта на главния герой с неговото социално положение и работно място като източник на социална позиция, и произтичащата от това невъзможност за неговата любов. Макар Гогол сам да споделя, че повестта му се основава на бележки от руските вестници за случаи на затворени в лудници, включващи извънредна гордост и прекомерна срамежливост, по-голямата част от монолога (който впоследствие се развива в посока на делюзивна налудност, включително описание как авторът чете „писма на кученца“) е фокусирана около размишления за това как главният герой би бил нещо по-различно, ако заема друг пост, ако носи различни дрехи и как това би му осигурило така желаната „дама на сърцето“. Повестта е разказ за обсесивно службогонство, властомания (макар и непостигната, това се изразява в нуждата на главния герой да му се покланят лакеи, чувството му на обида и ярост, когато това не се случва), но в същото време проявяващо се предимно на фантазмено ниво, както и мания за следене и наблюдаване (воайоризъм), която води героя до извършване на сталкинг. Властоманията, която при героя се развива предимно във фантазмен аспект, го води до себеразпознаването му (делюзивно) като „Крал на Испания“, очакването му „на специални пратеници“, ушиването на пелерина и впоследствие, след извеждането му в лудница, „разпознаването“ на лудите и лудницата като страната Испания, в която той е крал.
Рейчъл Ъптъргрув определя състоянието в повестта като психоза.